# Lovemobil (Film)
Lovemobil ist ein 2019 veröffentlichter Film von Elke Lehrenkrauss über den angeblichen Alltag zweier Prostituierten, die ihre Dienste in einem Wohnmobil in der niedersächsischen Provinz anbieten. Der vom NDR koproduzierte Film wurde im Zeitraum zwischen 2015 und 2019 hergestellt.
Der als Dokumentarfilm publizierte Film wurde mehrfach und international ausgezeichnet, unter anderem mit dem Deutschen Dokumentarfilmpreis. Diesen gab Lehrenkrauss im März 2021 zurück, nachdem durch eine Recherche der NDR-Redaktion STRG_F öffentlich bekannt geworden war, dass nahezu alle Protagonisten von Darstellern verkörpert und weite Teile der Handlung inszeniert worden waren. Demnach handelt es sich nicht um einen Dokumentarfilm, sondern um Scripted Reality.

## Handlung
Die aus Nigeria geflüchtete „Rita“ und eine als „Milena aus Bulgarien“ benannte Darstellerin arbeiten als Prostituierte in sogenannten Lovemobilen an der Bundesstraße 188 bei Gifhorn in Niedersachsen. Die Wohnwagen werden ihnen von der Ex-Prostituierten Uschi vermietet. 

## Produktion
Erste Pläne zum Film Lovemobil entwickelte Lehrenkrauss zu Beginn des Jahres 2014. Die Recherchearbeiten an der Produktion begann Lehrenkrauss 2016, und sie dauerten ein Jahr. Anschließend wurde über einen Zeitraum von zwei Jahren an insgesamt 65 Drehtagen vor Ort bei Gifhorn gedreht. Nach Lehrenkrauss’ eigener Aussage begannen die Recherche- und Dreharbeiten für den vom NDR koproduzierten Film im Jahr 2014.
Laiendarsteller und Bekannte der Regisseurin wirken in stereotypischen Rollen als rassistischer Zuhälter und perverse Freier. Der als Dokumentarfilm konzipierte Film suggeriert zudem aus dramaturgischen Gründen, dass während der Dreharbeiten eine russische Kollegin der beiden Hauptdarstellerinnen in ihrem Wohnwagen von einem Freier ermordet wurde.
Eine Darstellerliste im Abspann, bzw. ein Kommentar oder Vermerk über inszenatorische Eingriffe in den Film, wie es üblicherweise bei Dokumentarfilmproduktionen gehandhabt wird, fehlen.
Lehrenkrauss’ eigene Produktionsfirma konnte als Koproduzenten den NDR gewinnen, der die Produktion mit 36.000 Euro mitfinanzierte. Außerdem erhielt sie von der staatlichen Medienförderungsgesellschaft Nordmedia bereits im Jahr 2014 eine Förderung von knapp 80.000 Euro sowie im Jahr 2019 eine weitere staatliche Förderung für den Filmverleih, Vertrieb und Verbreitung in Höhe von 2.255 Euro.
Die Uraufführung des Films fand am 9. Mai 2019 auf dem Internationalen Dokumentarfilmfestival dok.fest in München statt. Der offizielle Kinostart fand am 2. März 2020 im Kino am Raschplatz in Hannover statt. Bedingt durch die bundesweiten Schließungen aller Kinos im Zuge der Corona-Maßnahmen lief der Film nach seiner Veröffentlichung nur wenige Tage in den Kinos. Am 8. Dezember 2020 lief der Film zum ersten Mal im deutschen Fernsehen im NDR.

## Auszeichnungen
- Int. Filmfestival Braunschweig (Deutschland, 2019); Kategorie: Tilda (Frauenfilmpreis)[3]
- Int. Filmfestival Braunschweig (Deutschland, 2019); Kategorie: Heimspiel
- Unabhängiges FilmFest Osnabrück (Deutschland 2019); Kategorie: Friedensfilmpreis[17]
- Camden International Film Festival (USA, 2019); Kategorie: Cinematic Vision Award
- BIAFF Batumi Int. Art House Film Festival (Deutschland, 2019); Kategorie: International Competition
- International Film Festival KineNova Skopje (Nordmazedonien, 2019); Kategorie: International Competition
- DOC LA, Los Angeles Documentary Filmfestival (USA, 2019); Kategorie: International Competition
- FEST - New Directors New Films Festival (Portugal, 2020); Kategorie: "Best Documentary Feature"
- Bushwick international Film Festival (USA, 2020); Kategorie: Special Jury Price
- Indie Street Film Festival (USA, 2020); Kategorie: Best Feature Documentary
- Deutscher Dokumentarfilmpreis (Deutschland 2020); (Zurückgabe des Preises im März 2021)[4]

## Enthüllung durch STRG_F
Die Editorin Irem Schwarz informierte 2020 die NDR-Redaktion STRG_F über generelle „Manipulationen im Dokumentarfilmbereich“, ohne sich dabei explizit auf den von ihr editierten Film Lovemobil zu beziehen. Daraufhin begann STRG_F anhand Indizien mit der Recherche zur Produktion des vermeintlichen Dokumentarfilms Lovemobil.
Bei den im März 2021 veröffentlichten Recherchen der Redaktion stellte sich heraus, dass Lovemobil weitgehend aus nachgestellten Szenen mit nicht authentischen Protagonisten besteht. Einzig die Person der Vermieterin der Wohnmobile sei real, dagegen die beiden Hauptprotagonistinnen keine Prostituierten, sondern Darstellerinnen. Auch Szenen mit Zuhältern, vermeintlichen Freiern und Kolleginnen seien inszeniert, gespielt von Laiendarstellern, teils Bekannten der Regisseurin. Darüber hinaus sei aus dramaturgischen Gründen ein Mord an einer Prostituierten von der Filmemacherin erfunden und der Tatort eingerichtet worden. Ein Teil der Darsteller wurde im Unklaren darüber gelassen, dass der Film als Dokumentarfilm veröffentlicht wird. Die Hauptdarstellerin der nigerianischen Prostituierten Rita lebt mittlerweile in den USA und bekundete gegenüber der STRG_F-Redaktion ihr Unwissen über eine Vermarktung als Dokumentarfilm von Lovemobil. Zwei männliche Laiendarsteller, die in Lovemobil einen rassistischen Zuhälter und stereotypen Freier spielten, beklagen durch die dokumentarische Darstellung ihrer Personen Nachteile in ihrem Privatleben.
Lehrenkrauss, die in zahlreichen Interviews zuvor das Dokumentarische an dem Film herausgestellt und auch versichert hatte, es habe weder Schauspieler noch ein Drehbuch (Scripted Reality) gegeben, berief sich in der Reportage auf die Kunstfreiheit und erklärte dazu, sie habe die Realität nicht verfälscht, vielmehr sei die „Realität“, die sie in dem Film geschaffen habe, eine „viel authentischere Realität“ als die, die sie mit Direct Cinema hätte herstellen können. Die nachgestellten Stellen als solche zu kennzeichnen oder den Film als „Mischform“ zu kommunizieren, habe sie versäumt.
Der NDR, der den Film mit Timo Großpietsch als verantwortlichem Dokumentarfilmredakteur mitproduziert hatte, distanzierte sich von dem Film, entfernte ihn aus der Mediathek und sperrte ihn für Wiederholungen. Er warf der Autorin Täuschung vor, da „kein Hybriddokumentarfilm oder Spielfilm“ vereinbart worden war. Die Redaktion habe während der gesamten Zusammenarbeit keinen Anlass gesehen, an der Glaubwürdigkeit der Darstellung zu zweifeln. Ferner kündigte der Sender an, eine Verschärfung seiner Kontrollmechanismen zu prüfen, um sich in Zukunft besser „vor solchen Irreführungen schützen“ zu können. In einem Interview wies Anja Reschke, Leiterin des Programmbereichs Kultur und Dokumentation des NDR, Lehrenkrauss' Behauptung, der Film sei eine „Mischform“, zurück. Da fast alle Protagonisten Darsteller und fast alle Szenen gestellt seien, handele es sich vielmehr um Fiktion. Reschke zufolge handelt es sich hier um einen mit der Relotius-Affäre vergleichbaren Fall.

## Reaktionen
- Der Journalist und Herausgeber Michael Hanfeld  kritisiert in der FAZ Lehrenkrauss' Vorgehensweise, sieht aber zudem eine generelle Schuld der mitproduzierenden TV-Sender und bemängelt einen „systemischen Fehler“ im Dokumentarfilmsektor. „Redaktionen erwarten von Dokumentarfilmern quasi perfekte Realität nach Drehbuch, wollen von vornherein wissen, wie ein dokumentarischer Film ausgeht. An dem arbeiten Autorinnen wie Lehrenkrauss jahrelang, für Hungerlohn, klauben Geld von der Filmförderung zusammen, weil der Sender den Mini-Etat nicht stemmt.“ führt Hanfeld aus.[30]
- In der taz fragte Peter Weissenburger: „Aber wie konnte ein zu großen Teilen inszeniertes Werk überhaupt als ‚Dokumentarfilm‘ Sender und Fachwelt passieren? Preise bekommen? Alles an ‚Lovemobil‘ wirkt im Lichte der Enthüllung zu idealtypisch. Die Figuren zu reflektiert. Dass niemand Alarm schlug, liegt wohl daran, dass im Dokfilm ein Mindestmaß an ‚Inszenierung‘ akzeptiert wird, solange es redliches Abbild der Wirklichkeit ist. Eine Protagonistin zurückschicken, damit sie erneut die Straße entlangläuft, bei besserem Licht? Viele würden sagen: okay. Erst, wenn Figuren erfunden werden, womöglich gepanscht aus allen möglichen realen Biografien, ist eine Grenze erreicht. ‚Ich fühle mich getäuscht‘, sagt Ulrike Becker, Geschäftsführerin im Haus des Dokumentarfilms. Becker hat Lehrenkrauss im Sommer interviewt, nachdem sie den SWR-Preis erhalten hatte. Damals behauptete Lehrenkrauss über ihre Protagonistinnen: ‚Für sie war der Film ein Katalysator, aus der Prostitution auszusteigen.‘ Das klingt nicht so, als bestünde hier bloß ein Missverständnis. ‚Es hätte viele Möglichkeiten gegeben, die inszenierten Aspekte im Film kenntlich zu machen‘, sagt Becker. Nichts davon bei ‚Lovemobil‘. Der Film will echt aussehen. Lehrenkrauss sagt in ihrem Statement an den NDR: ‚Diese Realität, die ich in dem Film geschaffen habe, ist eine viel authentischere Realität‘“.[31]
- Der Filmkritiker Rüdiger Suchsland sieht in der mangelnden Finanzierung des Dokumentarfilms eine der Hauptursachen für das Verhalten der Regisseurin und stellt fest: „Für 36.000 Euro erwartet also ein öffentlich-rechtlicher Sender, dass eine Regisseurin jahrelang unter Straßenprostituierten recherchiert und einen fertigen Langfilm fürs Kino im Stil des Direct Cinema dreht. Dies ist eine lächerliche Summe, für die die Regisseurin Elke Lehrenkrauss diesen Film in welcher Weise auch immer hätte fertigstellen können. Selbstverständlich hat sie noch etwas mehr Geld bekommen: Zu den 36.000 Euro vom NDR kamen von der Nordmedia, der Filmförderung von Niedersachsen und Bremen weitere 50.000 Euro; im Rahmen eines Stipendiums schließlich 15.000 Euro. Alles in allem hat sie also etwa 100.000 Euro bekommen – auch das ist erschreckend wenig für eine mehrjährige Recherche und für einen Film, der de facto eigentlich 400.000 bis 500.000 Euro wert ist.(…) Die Regisseurin hat trotz allem Wege gefunden, den Film für einen vergleichsweise Spottpreis fertigzustellen. Sie hat ihn selber produziert, hohe Eigenanteile eingebracht. Das setzt die Regisseurin von Anfang an unter Druck. Unter Druck setzt sie auch die Erwartungshaltung, die offenbar bestand, in jedem Fall einen Film in diesem Stil und ohne Inszenierung abzuliefern. War es dieser Druck, dem sie nicht standhalten konnte? Das sind Vermutungen, die wir nicht belegen können. Aber man müsste einmal nachfragen, ob ein Grund für die Unwahrheiten, für die Verschleierungstaktik der Regisseurin, für ihr Verschweigen, dass Passagen inszeniert worden sind, auch darin lagen, dass sie sich schlicht und einfach nicht getraut hat, der Redaktion die Wahrheit zu sagen.“[32]
- Der Dokumentarfilmer Stephan Lamby konstatiert in der Süddeutschen Zeitung, dass Lovemobil exakt das Beuteschema von Filmpreis-Jurys erfülle: „Packende Geschichten, tolle Protagonisten, aussagekräftige O-Töne, hautnahe Kameraführung, wunderbares Licht.“ Einige Juroren hätten Zweifel an der Echtheit des Films gehabt, meint Lamby, „aber sie haben diese Zweifel weggewischt, weil ihnen der Film so schöne Einblicke in eine verborgene Welt bot.“[33]
- Der Journalist Steffen Grimberg, Vorsitzender des Fördervereins des Grimme-Instituts, bemängelt in der taz eine Überreaktion des NDR und dass durch die Enthüllung „Sinn und Zweck von, Lovemobil', nämlich auf die beschissene Situation von Frauen an der Straße aufmerksam zu machen.“ verloren gehen.[34]
- René Martens, Vorsitzender der Grimme-Preis-Nominierungskommission Information & Kultur schreibt bei Zeit online: „Als die Grimme-Preis-Nominierungskommission Information & Kultur Lovemobil im Januar 2021 sichtete, entwickelten sich relativ schnell Diskussionen über die inszenierten Szenen. Dass es von diesen im Film nur so wimmelt, ist offensichtlich. Dokumentarfilmerinnen können nicht das Glück haben, bei jedem entscheidenden Ereignis im Alltag ihrer Protagonisten und Protagonistinnen anwesend zu sein, erst recht nicht im Milieu der Prostitution. Solange solche nachgestellten Szenen wahrhaftig sind, sind sie im Bereich des Dokumentarfilms legitim. Nach Einschätzung der Mehrheit der Kommission war das hier der Fall. Zudem war die Gruppe beeindruckt davon, dass der Film Einblicke in eine Welt liefert, die uns sonst verborgen bleibt.“[24]
- Die Sexarbeiterinnen-Organisation Doña Carmen bezeichnet den Film in einer Mitteilung als „Lügen-Doku“ und wirft Lehrenkrauss „abgrundtiefe Missachtung von Sexarbeiter*innen“ vor: Sie habe ihren Figuren „unter dem Deckmantel der Empathie ihre angeblich ‚authentischere Realität‘“ übergestülpt. Gefordert wurde die Überprüfung weiterer Dokus.[35][31]
- Die Nominierung für den Grimme-Preis 2021 in der Kategorie Information & Kultur wurde zeitgleich mit Veröffentlichung des NDR-Berichts von der Nominierungskommission zurückgezogen.[36]
- Im Zuge der Enthüllungen durch STRG_F gab der SWR bekannt, dass Lehrenkrauss den Deutschen Dokumentarfilmpreis sowie das damit verbundene Preisgeld in Höhe von 10.000 € zurückgibt und „schwerwiegende Fehler“ bedaure.[4][37]